# Viagem a Portugal
Viagem a Portugal ist der erste Spielfilm des portugiesischen Regisseurs Sérgio Tréfaut aus dem Jahr 2011. Tréfaut thematisiert auf Grundlage eines realen Vorfalls die Kontrollverfahren an europäischen Flughäfen und die weithin akzeptierte unmenschliche Abschiebepraxis. Der Film ist in Schwarz-Weiß-Technik gedreht. Uraufgeführt wurde er am 8. Mai 2011 beim Festival Indie Lisboa und kam am 16. Juni 2011 in Portugal in die Kinos.   

## Handlung
Der Film ist am Jahreswechsel 1997/98 angesiedelt, dem Jahr der Weltausstellung Expo 98 in Lissabon. Die ukrainische Ärztin Maria landet mit einem Touristenvisum auf dem Flughafen Faro. Als einzige Passagierin ihres Flugs wird sie von Beamten der Einwanderungsbehörde SEF festgehalten, die sie für eine Prostituierte halten. Ihrer Geschichte, ein Jahr mit ihrem Mann, dem Senegalesen Grego, verbringen zu wollen, schenkt die kühle Inspektorin erst Glauben, als er am Flughafen auftaucht. Trotzdem verhindert absurde Bürokratie weiter die Einreise. Den Jahreswechsel verbringt sie in einer Zelle am Flughafen, aus der sie das Feuerwerk über der Stadt hört. In einem Klima von Ungerechtigkeit, Fremdenfeindlichkeit und Diskriminierung akzeptiert Marie schließlich ihre Abschiebung.

## Auszeichnungen
Der Film wurde 2011 beim Festival Caminhos do Cinema Português in Coimbra als Bester Film ausgezeichnet, Isabel Ruth als Beste Nebendarstellerin. Bei den Globos de Ouro 2012 war der Film als Bester Film und Maria de Medeiros als Beste Schauspielerin nominiert.